# Тайгер, Дик
Дик Тайгер (англ. Dick Tiger; урождённый Ричард Ихету (англ. Richard Ihetu); 14 августа 1929; Амаигбо, Нигерия — 15 декабря 1971) — нигерийский боксёр-профессионал. Абсолютный чемпион мира в средней (1963; 1965—1966) и полутяжёлой (1966—1968) весовой категории. Чемпион мира в средней (WBC, 1963, 1965—1966; WBA, 1962—1963, 1965—1966) и полутяжёлой (WBC, 1966—1968; WBA, 1966—1968) весовых категориях.
Боксёр года по версии журнала The Ring (1962; 1965).

## Профессиональная карьера
Дебютировал на профессиональном ринге 1 января 1952 года, нокаутировав во 2-м раунде Саймона Эме.

#### Первый бой с Джои Джарделло
30 сентября 1959 года одержал победу по очкам над американцем Джои Джарделло со следующим счётом: 47/45, 48/45 и 47/43.

#### Второй бой с Джои Джарделло
4 ноября 1959 года во второй раз встретился с Джои Джарделло. В этом бою все судьи отдали победу американскому боксёру — 47/45 и 45/44 (дважды).
20 января 1962 года победил техническим нокаутом в 5-м раунде известного кубинского боксёра Флорентино Фернандеса.

#### Чемпионский бой сДжином Фуллмером
23 октября 1962 года вышел на бой за вакантный титул чемпиона мира в среднем весе по версии WBA. Его противником стал экс-чемпион мира в среднем весе опытнейший американец Джин Фуллмер. В бою, продлившемся все 15 раундов, судьи отдали победу нигерийцу (единогласно). Счёт: 7/5, 9/5, 10/1. Таким образом, Тайгер стал чемпионом мира в среднем весе по версии WBA.

#### Второй бой с Джином Фуллмером
23 февраля 1963 года Тайгер и Фуллмер встретились во второй раз. По итогам 15-ти раундов мнения судей разделились. Счёт судей 71/67 в пользу чемпиона, 70/68 в пользу претендента, один судья поставил ничью 69/69. Тайгер сохранил свой титул.

#### Третий бой с Джином Фуллмером
10 августа 1963 года состоялся 3-й, заключительный, бой между Тайгером и Фуллмером. Помино пояса WBA, на кону также стоял вакантный пояс WBC. Чемпион одержал досрочную победу. После этого боя Фуллмер ушёл из бокса.

#### Третий бой сДжои Джарделло
7 декабря 1963 года Тайгер защищал свои титулы в бою против Джои Джарделло. Ранее они уже дважды встречались друг с другом на ринге и одержали по одной победе. Этот поединок, как и оба предыдущих, продлился всю дистанцию. Единственный официальный судья выставил счёт 8/5 в пользу Джарделло.
11 сентября 1964 года победил по очкам Дона Фуллмера.
16 октября 1964 года проиграл по очкам (раздельным решением) Джои Арчеру. Счёт официальных судей: 5/4 в пользу Тайгера, 5/4 и 6/3 — в пользу Арчера. Зал освистал это решение.

#### Бой с Рубином Картером
20 мая 1965 года победил по очкам Рубина Картера.Тайгер трижды отправлял его в нокдаун, как позже отмечал сам Картер, «это было тяжелейшее избиение за всю мою жизнь, внутри ринга или за его пределами». Счёт судей: 6/2, 8/1, 9/1, все в пользу Тайгера.

#### Четвёртый бой сДжои Джарделло
21 октября 1965 года в 4-й раз встретился с Джои Джарделло. Тайгер одержал уверенную победу по очкам: 8/6, 9/5, 10/5. Таким образом, Тайгер вернул себе титулы WBC и WBA в среднем весе.

#### Первый бой сЭмилем Гриффитом
25 апреля 1966 года Тайгер встретился с экс-чемпионом мира в полусреднем весе Эмилем Гриффитом. Все трое судей отдали победу претенденту: 7/6, 8/7, 9/5. Зал освистал решение.

### Полутяжёлый вес
В 1966 году Тайгер поднялся в полутяжёлый вес.

#### Чемпионский бой сХосе Торресом
16 декабря 1966 года он вышел на бой против чемпиона мира WBC и WBA в полутяжёлом весе пуэрториканца Хосе Торреса. Судьи единогласно отдали победу нигерийцу: 8/6, 10/5, 10/4. Таким образом, Тайгер стал чемпионом мира во второй весовой категории.

#### Второй бой сХосе Торресом
16 мая 1967 года Тайгер и Торрес встретились во второй раз. Бой получился очень близким. Мнения судей разделились. Один выставил 8/7 в пользу Торреса, двое других выставили такой же счёт в пользу Тайгера.
17 ноября 1967 года защитил свои титулы, победив техническим нокаутом в 12-м раунде Роджера Роуза.

#### Бой с Бобом Фостером
24 мая 1968 года Тайгер проиграл нокаутом в 4-м раунде американцу Бобу Фостеру и потерял свои титулы.

#### Бой с Фрэнком Депаулой
25 октября 1968 года встретился с Фрэнком Депаулой. Поединок получился очень зрелищным. Депаула уже во втором раунде дважды отправлял Тайгера в нокдаун. Однако, в третьем раунде уже Тайгер дважды отправил Депаулу на настил ринга. После 10-ти раундов се судьи отдали победу Тайгеру: 7/6 и 8/2 (дважды). Этот поединок был признан «Боем года» (1968) по версии журнала «Ринг».
26 мая 1969 года победил по очкам экс-чемпиона мира в 1-м среднем и среднем весах итальянца Нино Бенвенути. Счёт судей: 6/4, 6/3, 7/2.

#### Второй бой сЭмилем Гриффитом
15 июля 1970 года Тайгер во второй раз в карьере встретился с Эмилем Гриффитом. Бой продлился все отведённые 10 раундов. Все судьи отдали победу выходцу из Виргинских островов: 8/2 и 7/2 (дважды). Это был последний бой в карьере Тайгера.

## ПоддержкаБиафры
Выступал с поддержкой в адрес самопровозглашённого государства Биафра во время гражданской войны в Нигерии 1967—1970 годов. Оказывал государству финансовую помощь. Критиковал Британию за поддержку Нигерии.

## Смерть
В 1971 году у Дика был обнаружен рак печени в запущенной стадии. Боксёр хотел вернуться в Нигерию, чтобы умереть дома. Благодаря амнистии (за свою роль в гражданской войне) смог вернуться на Родину.
Умер 15 декабря 1971 года.

## Интересные факты
- Принадлежал к народу игбо.

## Достижения
- Чемпион мира в средней весовой категории (WBC, 1963, 1965—1966; WBA, 1962—1963, 1965—1966).
- Чемпион мира в полутяжёлой весовой категории (WBC, 1966—1968; WBA, 1966—1968).
- «Боксёр года» по версии журнала «Ринг»(2): 1962, 1965.
- В 1974 году включён в зал славы журнала «Ринг».
- В 1991 году включён в Международный зал боксёрской славы[23].
- Включён во Всемирный зал боксёрской славы.